# Grzegorz Wojtkowiak
Grzegorz Wojtkowiak, né le 26 janvier 1984 à Kostrzyn nad Odrą, est un footballeur international polonais. Il est défenseur au TSV Munich 1860.

## Clubs
- 2001-2003 :  Celuloza Kostrzyn
- 2003-2006 :  Amica Wronki
- 2006-2012 :  Lech Poznań
- depuis 2012 :  TSV Munich 1860

### Internationale
Grzegorz Wojtkowiak compte 22 sélections avec l'équipe de Pologne. Il a acquis sa première sélection le 10 septembre 2008, lors d'un match éliminatoire à la Coupe du monde 2010 face à Saint-Marin.

## Palmarès
- Vainqueur de la Coupe de Pologne : 2009
- Champion de Pologne : 2010